# Петрович, Сергей Святославович
Сергей Святославович Петрович (род. 8 февраля 1969) — российский дипломат. Чрезвычайный и полномочный посол (2021).

## Биография
Окончил Московский государственный институт международных отношений (МГИМО) МИД России (1993). На дипломатической работе с 1993 года. Владеет английским и шведским языками.
В 1993—1997 и 2000—2005 годах — сотрудник Посольства России в Швеции.
В 2008—2012 годах — советник-посланник Посольства России в Ирландии.
В 2011—2012 годах — временный поверенный в делах России в Ирландии.
В 2012—2021 годах — заместитель директора Второго европейского департамента МИД России.
С 24 мая 2021 года — чрезвычайный и полномочный посол Российской Федерации на Ямайке, а также в Антигуа и Барбуде, Сент-Китсе и Невисе, Сент-Люсии, Доминике и постоянный представитель при МОМД по совместительству.

## Дипломатический ранг
- Чрезвычайный и полномочный посланник 2 класса (17 января 2011)[7].
- Чрезвычайный и полномочный посланник 1 класса (3 сентября 2018)[8].
- Чрезвычайный и полномочный посол (28 декабря 2021)[9].